# Waldemar Kita

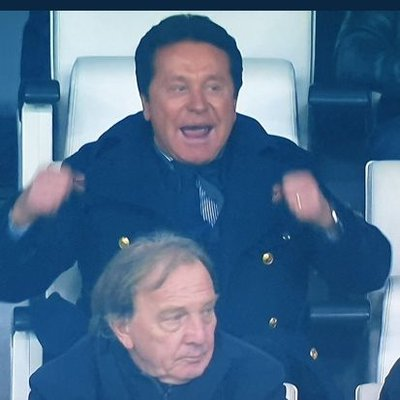
Waldemar Kita (2021)

Waldemar Kita (* 7. Mai 1953 in Stettin) ist ein polnisch-französischer Unternehmer, Fußballfunktionär und seit 2007 Eigentümer des FC Nantes.

## Leben
Waldemar Kita wurde in Stettin als Sohn eines polnischen Armeeobersts geboren. 1968 ging er mit seiner Mutter nach Frankreich.
Kita machte sein Vermögen mit der Firma Cornéal. Er gründete die Firma Hersteller von Intraokularlinsen 1986 und verkaufte sie 2006 für 180 Millionen Euro an Allergan.

## Fußball
1998 kaufte Kita den Schweizer Verein FC Lausanne-Sport, den er als Präsident leitete, bis er ihn 2001 wieder verkaufte.
2007 kaufte Kita den Ligue-1-Klub FC Nantes, einen achtmaligen französischen Fußballmeister. Berichten zufolge zahlte Kita rund 10 Millionen Euro für den damals finanziell angeschlagenen Verein. Seitdem ist er Vorsitzender des Vereins.
Er wurde 2014 von der Zeitschrift France Football zum besten Manager im französischen Fußball gewählt.